# Kecel vasútállomás
Kecel vasútállomás egy Bács-Kiskun vármegyei állomás, melyet a MÁV üzemeltet.
Az állomáson jelenleg nincsen személyszállítás.

## Áthaladó vasútvonalak
A vasútállomás az alábbi vasútvonalak érintik:
- Kiskőrös–Kalocsa-vasútvonal

## Kapcsolódó állomások
Az állomáshoz a következő állomások vannak a legközelebb:
- Kecel-Szilos megállóhely
- Kiskőrös vasútállomás

## Forgalom
Az állomáson, és együtt vele az áthaladó vasútvonalon 2007. március 4-én megszűnt a személyszállítás.[forrás?]

## Megközelítése
A megállóhely Kecel várostól északra helyezkedik el, közúti elérése csak önkormányzati utakon át lehetséges.